# Tour de France 2013
Il Tour de France 2013, centesima edizione della Grande Boucle, si è svolto tra il 29 giugno e il 21 luglio 2013 lungo un percorso di 3 403,5 km
A vincere la centesima edizione del Tour de France fu il passista-scalatore e cronoman inglese Chris Froome, in forza alla Sky Procycling, al suo primo successo nella Grande Boucle (per il britannico si trattò della seconda volta sul podio della corsa a tappe francese, dopo la piazza d'onore dell'edizione precedente). 
Al secondo posto della graduatoria generale si piazzò il giovane scalatore colombiano Nairo Quintana (al suo primo podio nei Campi Elisi). Fu un Tour soddisfacente per Quintana, peraltro giunto come esordiente alla Grande Boucle: oltre alla seconda posizione della classifica generale, vinse infatti due classifiche accessorie, laureandosi miglior scalatore e miglior giovane di questa edizione della corsa. 
La terza posizione della classifica generale venne invece conseguita dallo scalatore spagnolo Joaquim Rodríguez (al primo ed unico podio della carriera al Tour, dopo l'onorevole sesto posto ottenuto all'esordio nella edizione precedente della corsa a tappe francese).

## Percorso
Il Tour de France 2013 è stato presentato ufficialmente il 24 ottobre 2012, un giorno dopo la revoca dei sette Tour vinti da Lance Armstrong. In tutte le precedenti edizioni del Tour de France, la Corsica non era mai stata attraversata dalla corsa ciclistica. L'edizione 2013, centesima edizione del Tour, è partita proprio da l'Île de Beauté; entrambi i dipartimenti Alta Corsica e Corsica del Sud, unici della Francia metropolitana sono stati attraversati nelle prime tre tappe, e così pure le principali città corse, ossia Ajaccio, capoluogo regionale, Bastia e Porto Vecchio, città dalla quale è stato dato il Grand Départ.
Come nel 2003, nel novantesimo Tour che allora celebrò il centenario, l'edizione 2013 ha fatto tappa nelle principali città francesi come Lione e Marsiglia e altre città importanti come Tours, Montpellier, Gap, Nizza e Annecy. Il Tour de France 2013 ha presentato anche altre particolarità: il Mont Saint-Michel ha ospitato per la seconda volta l'arrivo di una tappa, la prima cronometro individuale della gara, mentre la diciottesima tappa ha portato i ciclisti a percorrere per due volte la salita dell'Alpe d'Huez. Quest'edizione si è svolta interamente sul territorio francese, cosa che non accadeva dal 2003. Infine, è tornata in programma dopo un anno di assenza la cronometro a squadre.

## Tappe
| Tappa  | Data      | Percorso                                             | km      | Vincitore di tappa | Leader cl. generale |
| ------ | --------- | ---------------------------------------------------- | ------- | ------------------ | ------------------- |
| 1ª     | 29 giugno | Porto Vecchio > Bastia                               | 213     | Marcel Kittel      | Marcel Kittel       |
| 2ª     | 30 giugno | Bastia > Ajaccio                                     | 156     | Jan Bakelants      | Jan Bakelants       |
| 3ª     | 1º luglio | Ajaccio > Calvi                                      | 145,5   | Simon Gerrans      | Jan Bakelants       |
| 4ª     | 2 luglio  | Nizza > Nizza (cron. a squadre)                      | 25      | Orica-GreenEDGE    | Simon Gerrans       |
| 5ª     | 3 luglio  | Cagnes-sur-Mer > Marsiglia                           | 228,5   | Mark Cavendish     | Simon Gerrans       |
| 6ª     | 4 luglio  | Aix-en-Provence > Montpellier                        | 176,5   | André Greipel      | Daryl Impey         |
| 7ª     | 5 luglio  | Montpellier > Albi                                   | 205,5   | Peter Sagan        | Daryl Impey         |
| 8ª     | 6 luglio  | Castres > Ax 3 Domaines                              | 195     | Chris Froome       | Chris Froome        |
| 9ª     | 7 luglio  | Saint-Girons > Bagnères-de-Bigorre                   | 168,5   | Daniel Martin      | Chris Froome        |
|        | 8 luglio  | giorno di riposo                                     |         |                    |                     |
| 10ª    | 9 luglio  | Saint-Gildas-des-Bois > Saint-Malo                   | 197     | Marcel Kittel      | Chris Froome        |
| 11ª    | 10 luglio | Avranches > Le Mont-Saint-Michel (cron. individuale) | 33      | Tony Martin        | Chris Froome        |
| 12ª    | 11 luglio | Fougères > Tours                                     | 218     | Marcel Kittel      | Chris Froome        |
| 13ª    | 12 luglio | Tours > Saint-Amand-Montrond                         | 173     | Mark Cavendish     | Chris Froome        |
| 14ª    | 13 luglio | Saint-Pourçain-sur-Sioule > Lione                    | 191     | Matteo Trentin     | Chris Froome        |
| 15ª    | 14 luglio | Givors > Mont Ventoux                                | 242,5   | Chris Froome       | Chris Froome        |
|        | 15 luglio | giorno di riposo                                     |         |                    |                     |
| 16ª    | 16 luglio | Vaison-la-Romaine > Gap                              | 168     | Rui Costa          | Chris Froome        |
| 17ª    | 17 luglio | Embrun > Chorges (cron. individuale)                 | 32      | Chris Froome       | Chris Froome        |
| 18ª    | 18 luglio | Gap > Alpe d'Huez                                    | 172,5   | Christophe Riblon  | Chris Froome        |
| 19ª    | 19 luglio | Le Bourg-d'Oisans > Le Grand-Bornand                 | 204,5   | Rui Costa          | Chris Froome        |
| 20ª    | 20 luglio | Annecy > Annecy - Semnoz                             | 125     | Nairo Quintana     | Chris Froome        |
| 21ª    | 21 luglio | Versailles > Parigi (Avenue des Champs-Élysées)      | 133,5   | Marcel Kittel      | Chris Froome        |
| Totale | Totale    | Totale                                               | 3 403,5 |                    |                     |

## Squadre e corridori partecipanti
Partecipano alla competizione 22 squadre, le 19 formazioni UCI World Tour oltre a 3 team, Cofidis, Sojasun e Team Europcar, di categoria UCI Professional Continental.
| N.      | Cod. | Squadra                |
| ------- | ---- | ---------------------- |
| 1-9     | SKY  | Sky Procycling         |
| 11-19   | CAN  | Cannondale Pro Cycling |
| 21-29   | LTB  | Lotto-Belisol Team     |
| 31-39   | BMC  | BMC Racing Team        |
| 41-49   | RLT  | RadioShack-Leopard     |
| 51-59   | EUC  | Team Europcar          |
| 61-69   | AST  | Astana Pro Team        |
| 71-79   | FDJ  | FDJ.fr                 |
| 81-89   | ALM  | AG2R La Mondiale       |
| 91-99   | TST  | Team Saxo-Tinkoff      |
| 101-109 | KAT  | Katusha Team           |

| N.      | Cod. | Squadra                    |
| ------- | ---- | -------------------------- |
| 111-119 | EUS  | Euskaltel-Euskadi          |
| 121-129 | MOV  | Movistar Team              |
| 131-139 | COF  | Cofidis, Solutions Credits |
| 141-149 | LAM  | Lampre-Merida              |
| 151-159 | OPQ  | Omega Pharma-Quickstep     |
| 161-169 | BEL  | Belkin Pro Cycling         |
| 171-179 | GRS  | Garmin-Sharp               |
| 181-189 | OGE  | Orica-GreenEDGE            |
| 191-199 | ARG  | Team Argos-Shimano         |
| 201-209 | VCD  | Vacansoleil-DCM            |
| 211-219 | SOJ  | Sojasun                    |

## Resoconto degli eventi
Chris Froome ha vinto tre tappe e indossato la maglia gialla di leader della corsa per 14 giorni, diventando il secondo ciclista britannico a vincere il Tour, soltanto un anno dopo il trionfo del compagno di squadra Bradley Wiggins (al quale aveva fatto da gregario nell'edizione del 2012).
Nairo Quintana e Joaquim Rodríguez si sono guadagnati il podio, rispettivamente al secondo e al terzo posto, grazie a un attacco congiunto nell'ultima salita della penultima tappa, ai danni dello spagnolo Alberto Contador, costretto alla fine al quarto posto dopo aver occupato, fino a quel momento, la seconda posizione della classifica generale. Per il ventitreenne Quintana non vi è stata solo la soddisfazione del podio all'esordio nella Grande Boucle, ma anche quella della vittoria di tappa ad Annecy-Semnoz, e del successo nelle classifiche degli scalatore e dei giovani.
La classifica a punti è stata vinta per il secondo anno consecutivo dallo slovacco Peter Sagan. Supercombattivo del Tour è stato nominato il francese Christophe Riblon, vincitore della tappa dell'Alpe d'Huez. La compagine di matrice danese Saxo-Tinkoff si è aggiudicata la graduatoria a squadre, grazie al quarto posto finale di Alberto Contador e al quinto del ceco Roman Kreuziger.
Il velocista tedesco Marcel Kittel è stato il ciclista ad aver vinto il maggior numero di tappe in questa edizione del centenario: quattro i suoi successi, compreso quello nella frazione finale sugli Champs-Élysées; due le vittorie per l'altro sprinter Mark Cavendish e per il portoghese Rui Alberto Faria da Costa. Degna di nota è anche la maglia gialla di Daryl Impey, primo africano ad ottenere il simbolo del primato nella storia della corsa.

## Dettagli delle tappe

### 1ª tappa

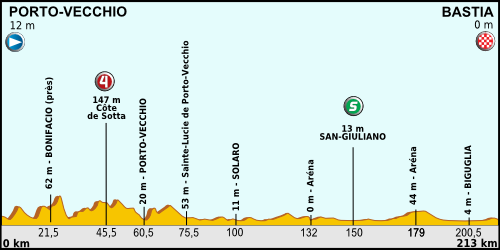
Profilo altimetrico della 1ª tappa

- 29 giugno: Porto Vecchio > Bastia – 213 km

Risultati
| Pos. | Corridore          | Squadra     | Tempo    |
| ---- | ------------------ | ----------- | -------- |
| 1    | Marcel Kittel      | Argos       | 4h56'52" |
| 2    | Alexander Kristoff | Katusha     | s.t.     |
| 3    | Danny van Poppel   | Vacansoleil | s.t.     |

| Pos. | Corridore          | Squadra     | Tempo    |
| ---- | ------------------ | ----------- | -------- |
| 1    | Marcel Kittel      | Argos       | 4h56'52" |
| 2    | Alexander Kristoff | Katusha     | s.t.     |
| 3    | Danny van Poppel   | Vacansoleil | s.t.     |

### 2ª tappa

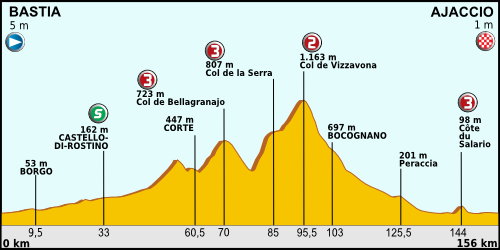
Profilo altimetrico della 2ª tappa

- 30 giugno: Bastia > Ajaccio – 156 km

Risultati
| Pos. | Corridore          | Squadra      | Tempo    |
| ---- | ------------------ | ------------ | -------- |
| 1    | Jan Bakelants      | RadioShack   | 3h43'11" |
| 2    | Peter Sagan        | Cannondale   | a 1"     |
| 3    | Michał Kwiatkowski | Omega Pharma | s.t.     |

| Pos. | Corridore     | Squadra    | Tempo    |
| ---- | ------------- | ---------- | -------- |
| 1    | Jan Bakelants | RadioShack | 8h40'03" |
| 2    | David Millar  | Garmin     | a 1"     |
| 3    | Julien Simon  | Sojasun    | a 1"     |

### 3ª tappa

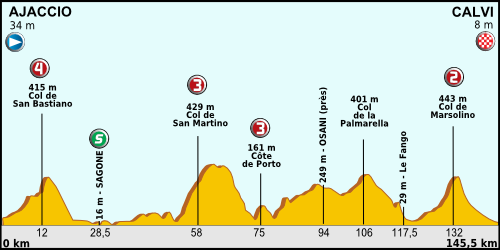
Profilo altimetrico della 3ª tappa

- 1º luglio: Ajaccio > Calvi – 145.5 km

Risultati
| Pos. | Corridore          | Squadra    | Tempo    |
| ---- | ------------------ | ---------- | -------- |
| 1    | Simon Gerrans      | Orica      | 3h41'24" |
| 2    | Peter Sagan        | Cannondale | s.t.     |
| 3    | José Joaquín Rojas | Movistar   | s.t.     |

| Pos. | Corridore     | Squadra    | Tempo     |
| ---- | ------------- | ---------- | --------- |
| 1    | Jan Bakelants | RadioShack | 12h21'27" |
| 2    | Julien Simon  | Sojasun    | a 1"      |
| 3    | Simon Gerrans | Orica      | a 1"      |

### 4ª tappa

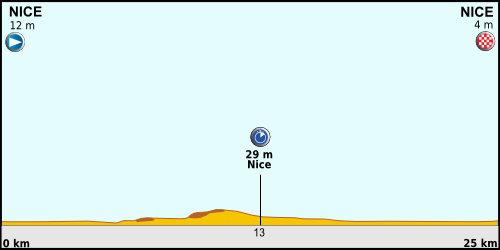
Profilo altimetrico della 4ª tappa

- 2 luglio: Nizza > Nizza – Cronometro a squadre – 25 km

Risultati
| Pos. | Squadra        | Tempo  |
| ---- | -------------- | ------ |
| 1    | Orica          | 25'56" |
| 2    | Omega Pharma   | a 1"   |
| 3    | Sky Procycling | a 3"   |

| Pos. | Corridore        | Squadra | Tempo     |
| ---- | ---------------- | ------- | --------- |
| 1    | Simon Gerrans    | Orica   | 12h47'24" |
| 2    | Daryl Impey      | Orica   | s.t.      |
| 3    | Michael Albasini | Orica   | s.t.      |

### 5ª tappa

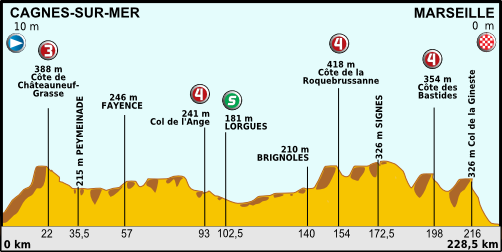
Profilo altimetrico della 5ª tappa

- 3 luglio: Cagnes-sur-Mer > Marsiglia – 228,5 km

Risultati
| Pos. | Corridore        | Squadra      | Tempo    |
| ---- | ---------------- | ------------ | -------- |
| 1    | Mark Cavendish   | Omega Pharma | 5h31'51" |
| 2    | E. Boasson Hagen | Sky          | s.t.     |
| 3    | Peter Sagan      | Cannondale   | s.t.     |

| Pos. | Corridore        | Squadra | Tempo     |
| ---- | ---------------- | ------- | --------- |
| 1    | Simon Gerrans    | Orica   | 18h19'15" |
| 2    | Daryl Impey      | Orica   | s.t.      |
| 3    | Michael Albasini | Orica   | s.t.      |

### 6ª tappa

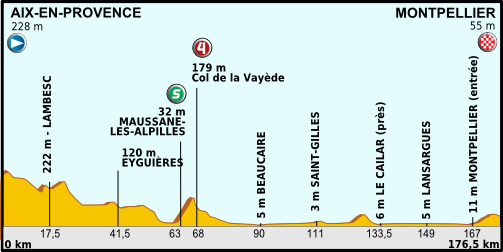
Profilo altimetrico della 6ª tappa

- 4 luglio: Aix-en-Provence > Montpellier – 176,5 km

Risultati
| Pos. | Corridore     | Squadra    | Tempo    |
| ---- | ------------- | ---------- | -------- |
| 1    | André Greipel | Lotto      | 3h59'02" |
| 2    | Peter Sagan   | Cannondale | s.t.     |
| 3    | Marcel Kittel | Argos      | s.t.     |

| Pos. | Corridore        | Squadra | Tempo     |
| ---- | ---------------- | ------- | --------- |
| 1    | Daryl Impey      | Orica   | 22h18'17" |
| 2    | E. Boasson Hagen | Sky     | a 3"      |
| 3    | Simon Gerrans    | Orica   | a 5"      |

### 7ª tappa

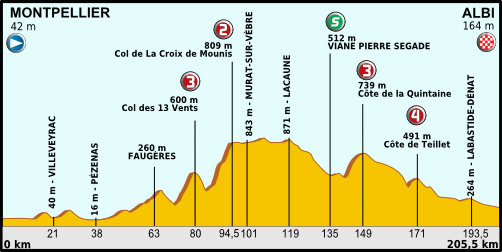
Profilo altimetrico della 7ª tappa

- 5 luglio: Montpellier > Albi – 176,5 km

Risultati
| Pos. | Corridore       | Squadra    | Tempo    |
| ---- | --------------- | ---------- | -------- |
| 1    | Peter Sagan     | Cannondale | 4h54'12" |
| 2    | John Degenkolb  | Argos      | s.t.     |
| 3    | Daniele Bennati | Saxo       | s.t.     |

| Pos. | Corridore        | Squadra | Tempo     |
| ---- | ---------------- | ------- | --------- |
| 1    | Daryl Impey      | Orica   | 27h12'29" |
| 2    | E. Boasson Hagen | sky     | a 3"      |
| 3    | Simon Gerrans    | Orica   | a 5"      |

### 8ª tappa

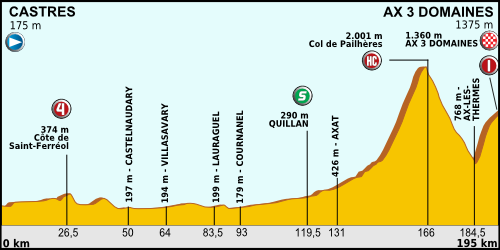
Profilo altimetrico della 8ª tappa

- 6 luglio: Castres > Ax 3 Domaines – 195 km

Risultati
| Pos. | Corridore          | Squadra  | Tempo    |
| ---- | ------------------ | -------- | -------- |
| 1    | Chris Froome       | Sky      | 5h03'18" |
| 2    | Richie Porte       | Sky      | a 51"    |
| 3    | Alejandro Valverde | Movistar | a 1'08"  |

| Pos. | Corridore          | Squadra  | Tempo     |
| ---- | ------------------ | -------- | --------- |
| 1    | Chris Froome       | Sky      | 32h15'55" |
| 2    | Richie Porte       | Sky      | a 51"     |
| 3    | Alejandro Valverde | Movistar | a 1'25"   |

### 9ª tappa

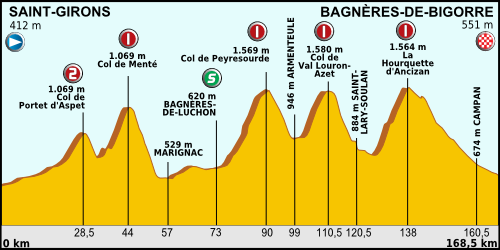
Profilo altimetrico della 9ª tappa

- 7 luglio: Saint-Girons > Bagnères-de-Bigorre – 168,5 km

Risultati
| Pos. | Corridore          | Squadra      | Tempo    |
| ---- | ------------------ | ------------ | -------- |
| 1    | Daniel Martin      | Garmin       | 4h43'03" |
| 2    | Jakob Fuglsang     | Astana       | s.t.     |
| 3    | Michał Kwiatkowski | Omega Pharma | a 20"    |

| Pos. | Corridore          | Squadra  | Tempo     |
| ---- | ------------------ | -------- | --------- |
| 1    | Chris Froome       | Sky      | 36h59'18" |
| 2    | Alejandro Valverde | Movistar | a 1'25"   |
| 3    | Bauke Mollema      | Belkin   | a 1'44"   |

### 10ª tappa

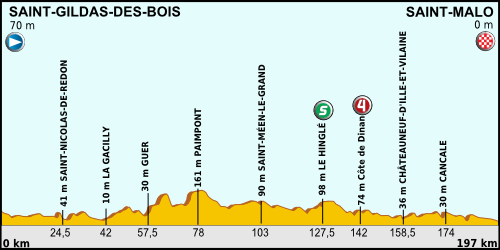
Profilo altimetrico della 10ª tappa

- 9 luglio: Saint-Gildas-des-Bois > Saint-Malo – 197 km

Risultati
| Pos. | Corridore      | Squadra      | Tempo    |
| ---- | -------------- | ------------ | -------- |
| 1    | Marcel Kittel  | Argos        | 4h53'25" |
| 2    | André Greipel  | Lotto        | s.t.     |
| 3    | Mark Cavendish | Omega Pharma | s.t.     |

| Pos. | Corridore          | Squadra  | Tempo     |
| ---- | ------------------ | -------- | --------- |
| 1    | Chris Froome       | Sky      | 41h52'43" |
| 2    | Alejandro Valverde | Movistar | a 1'25"   |
| 3    | Bauke Mollema      | Belkin   | a 1'44"   |

### 11ª tappa

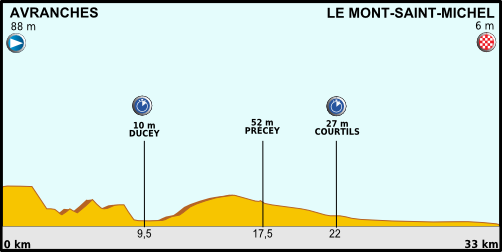
Profilo altimetrico della 11ª tappa

- 10 luglio: Avranches > Mont-Saint-Michel – Cronometro individuale – 33 km

Risultati
| Pos. | Corridore       | Squadra      | Tempo   |
| ---- | --------------- | ------------ | ------- |
| 1    | Tony Martin     | Omega Pharma | 36'29"  |
| 2    | Chris Froome    | Sky          | a 12"   |
| 3    | Thomas De Gendt | Vacansoleil  | a 1'01" |

| Pos. | Corridore          | Squadra  | Tempo     |
| ---- | ------------------ | -------- | --------- |
| 1    | Chris Froome       | Sky      | 42h29'24" |
| 2    | Alejandro Valverde | Movistar | a 3'25"   |
| 3    | Bauke Mollema      | Belkin   | a 3'37"   |

### 12ª tappa

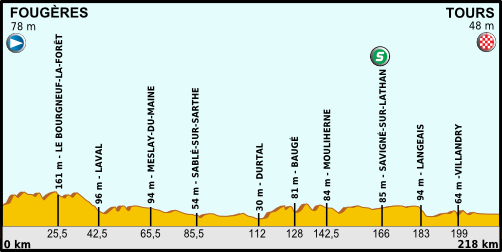
Profilo altimetrico della 12ª tappa

- 11 luglio: Fougères > Tours – 218 km

Risultati
| Pos. | Corridore      | Squadra      | Tempo    |
| ---- | -------------- | ------------ | -------- |
| 1    | Marcel Kittel  | Argos        | 4h49'49" |
| 2    | Mark Cavendish | Omega Pharma | s.t.     |
| 3    | Peter Sagan    | Cannondale   | s.t.     |

| Pos. | Corridore          | Squadra  | Tempo     |
| ---- | ------------------ | -------- | --------- |
| 1    | Chris Froome       | Sky      | 47h19'13" |
| 2    | Alejandro Valverde | Movistar | a 3'25"   |
| 3    | Bauke Mollema      | Belkin   | a 3'37"   |

### 13ª tappa

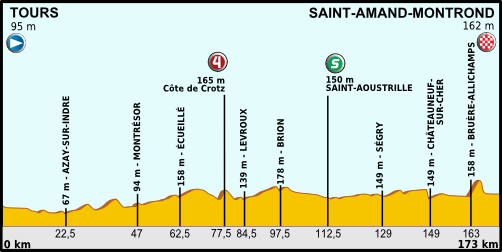
Profilo altimetrico della 13ª tappa

- 12 luglio: Tours > Saint-Amand-Montrond – 173 km

Risultati
| Pos. | Corridore      | Squadra      | Tempo    |
| ---- | -------------- | ------------ | -------- |
| 1    | Mark Cavendish | Omega Pharma | 3h40'08" |
| 2    | Peter Sagan    | Cannondale   | s.t.     |
| 3    | Bauke Mollema  | Belkin       | s.t.     |

| Pos. | Corridore        | Squadra | Tempo     |
| ---- | ---------------- | ------- | --------- |
| 1    | Chris Froome     | Sky     | 51h00'30" |
| 2    | Bauke Mollema    | Belkin  | a 2'28"   |
| 3    | Alberto Contador | Saxo    | a 2'45"   |

### 14ª tappa

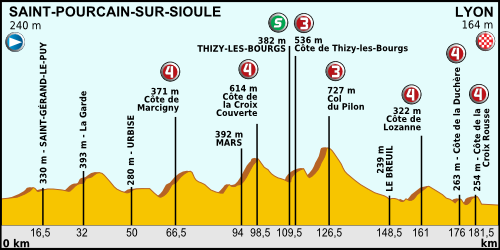
Profilo altimetrico della 14ª tappa

- 13 luglio: Saint-Pourçain-sur-Sioule > Lione – 191 km

Risultati
| Pos. | Corridore        | Squadra      | Tempo    |
| ---- | ---------------- | ------------ | -------- |
| 1    | Matteo Trentin   | Omega Pharma | 4h15'11" |
| 2    | Michael Albasini | Orica        | s.t.     |
| 3    | Andrew Talansky  | Garmin       | s.t.     |

| Pos. | Corridore        | Squadra | Tempo     |
| ---- | ---------------- | ------- | --------- |
| 1    | Chris Froome     | Sky     | 55h22'58" |
| 2    | Bauke Mollema    | Belkin  | a 2'28"   |
| 3    | Alberto Contador | Saxo    | a 2'45"   |

### 15ª tappa

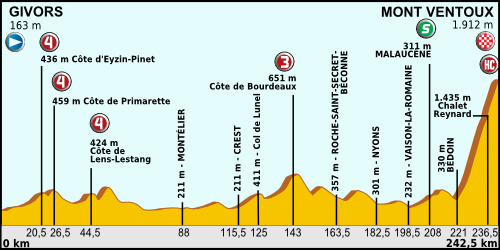
Profilo altimetrico della 15ª tappa

- 14 luglio: Givors > Mont Ventoux – 242,5 km

Risultati
| Pos. | Corridore      | Squadra   | Tempo    |
| ---- | -------------- | --------- | -------- |
| 1    | Chris Froome   | Sky       | 5h48'29" |
| 2    | Nairo Quintana | Movistar  | a 29"    |
| 3    | Mikel Nieve    | Euskaltel | a 1'23"  |

| Pos. | Corridore        | Squadra | Tempo     |
| ---- | ---------------- | ------- | --------- |
| 1    | Chris Froome     | Sky     | 61h11'43" |
| 2    | Bauke Mollema    | Belkin  | a 4'14"   |
| 3    | Alberto Contador | Saxo    | a 4'25"   |

### 16ª tappa

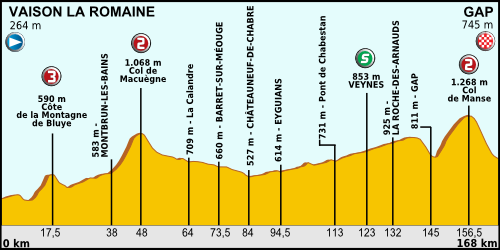
Profilo altimetrico della 16ª tappa

- 16 luglio: Vaison-la-Romaine > Gap – 168 km

Risultati
| Pos. | Corridore         | Squadra  | Tempo    |
| ---- | ----------------- | -------- | -------- |
| 1    | Rui Costa         | Movistar | 3h52'45" |
| 2    | Christophe Riblon | AG2R     | a 42"    |
| 3    | Arnold Jeannesson | FDJ      | a 42"    |

| Pos. | Corridore        | Squadra | Tempo     |
| ---- | ---------------- | ------- | --------- |
| 1    | Chris Froome     | Sky     | 65h15'36" |
| 2    | Bauke Mollema    | Belkin  | a 4'14"   |
| 3    | Alberto Contador | Saxo    | a 4'25"   |

### 17ª tappa

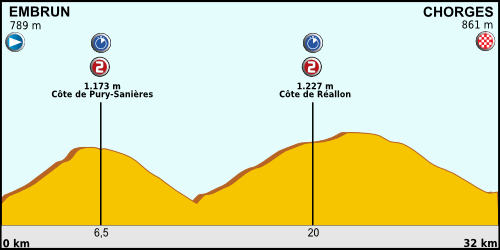
Profilo altimetrico della 17ª tappa

- 17 luglio: Embrun > Chorges – Cronometro individuale – 32 km

Risultati
| Pos. | Corridore         | Squadra | Tempo  |
| ---- | ----------------- | ------- | ------ |
| 1    | Chris Froome      | Sky     | 51'33" |
| 2    | Alberto Contador  | Saxo    | a 9"   |
| 3    | Joaquim Rodríguez | Katusha | a 10"  |

| Pos. | Corridore        | Squadra | Tempo     |
| ---- | ---------------- | ------- | --------- |
| 1    | Chris Froome     | Sky     | 66h07'09" |
| 2    | Alberto Contador | Saxo    | a 4'34"   |
| 3    | Roman Kreuziger  | Saxo    | a 4'51"   |

### 18ª tappa

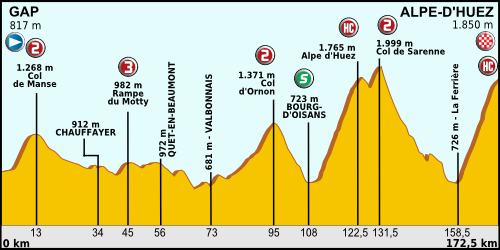
Profilo altimetrico della 18ª tappa

- 18 luglio: Gap > Alpe d'Huez – 172,5 km

Risultati
| Pos. | Corridore          | Squadra    | Tempo    |
| ---- | ------------------ | ---------- | -------- |
| 1    | Christophe Riblon  | AG2R       | 4h51'32" |
| 2    | Tejay van Garderen | BMC        | a 59"    |
| 3    | Moreno Moser       | Cannondale | a 1'27"  |

| Pos. | Corridore        | Squadra  | Tempo     |
| ---- | ---------------- | -------- | --------- |
| 1    | Chris Froome     | Sky      | 71h02'19" |
| 2    | Alberto Contador | Saxo     | a 5'11"   |
| 3    | Nairo Quintana   | Movistar | a 5'32"   |

### 19ª tappa

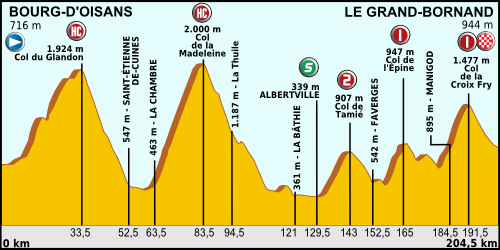
Profilo altimetrico della 19ª tappa

- 19 luglio: Bourg-d'Oisans > Le Grand-Bornand – 204,5 km

Risultati
| Pos. | Corridore      | Squadra    | Tempo    |
| ---- | -------------- | ---------- | -------- |
| 1    | Rui Costa      | Movistar   | 5h59'01" |
| 2    | Andreas Klöden | RadioShack | a 48"    |
| 3    | Jan Bakelants  | RadioShack | a 1'44"  |

| Pos. | Corridore        | Squadra  | Tempo     |
| ---- | ---------------- | -------- | --------- |
| 1    | Chris Froome     | Sky      | 77h10'00" |
| 2    | Alberto Contador | Saxo     | a 5'11"   |
| 3    | Nairo Quintana   | Movistar | a 5'32"   |

### 20ª tappa

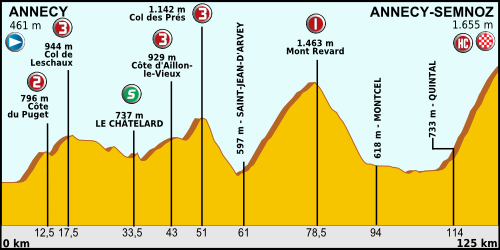
Profilo altimetrico della 20ª tappa

- 20 luglio: Annecy > Annecy - Semnoz – 125 km

Risultati
| Pos. | Corridore         | Squadra  | Tempo    |
| ---- | ----------------- | -------- | -------- |
| 1    | Nairo Quintana    | Movistar | 3h39'04" |
| 2    | Joaquim Rodríguez | Katusha  | a 18"    |
| 3    | Chris Froome      | Sky      | a 29"    |

| Pos. | Corridore         | Squadra  | Tempo     |
| ---- | ----------------- | -------- | --------- |
| 1    | Chris Froome      | Sky      | 80h49'33" |
| 2    | Nairo Quintana    | Movistar | a 5'03"   |
| 3    | Joaquim Rodríguez | Katusha  | a 5'47"   |

### 21ª tappa

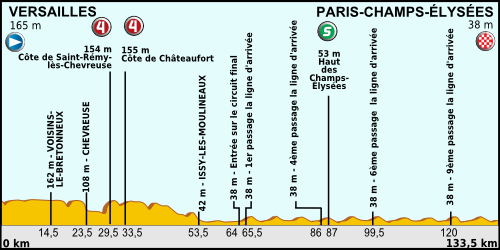
Profilo altimetrico della 21ª tappa

- 21 luglio: Versailles > Parigi (Champs-Élysées) – 133,5 km

Risultati
| Pos. | Corridore      | Squadra      | Tempo    |
| ---- | -------------- | ------------ | -------- |
| 1    | Marcel Kittel  | Argos        | 3h06'14" |
| 2    | André Greipel  | Lotto        | s.t.     |
| 3    | Mark Cavendish | Omega Pharma | s.t.     |

| Pos. | Corridore         | Squadra  | Tempo     |
| ---- | ----------------- | -------- | --------- |
| 1    | Chris Froome      | Sky      | 83h56'40" |
| 2    | Nairo Quintana    | Movistar | a 4'20"   |
| 3    | Joaquim Rodríguez | Katusha  | a 5'04"   |

## Evoluzione delle classifiche
| Tappa              | Vincitore          | Classifica generale Maglia gialla | Classifica a punti Maglia verde | Classifica scalatori Maglia a pois | Classifica giovani Maglia bianca | Classifica a squadre Numero giallo | Premio combattività Numero rosso |
| ------------------ | ------------------ | --------------------------------- | ------------------------------- | ---------------------------------- | -------------------------------- | ---------------------------------- | -------------------------------- |
| 1ª                 | Marcel Kittel      | Marcel Kittel                     | Marcel Kittel                   | Juan José Lobato                   | Marcel Kittel                    | Vacansoleil-DCM                    | Jérôme Cousin                    |
| 2ª                 | Jan Bakelants      | Jan Bakelants                     | Marcel Kittel                   | Pierre Rolland                     | Michał Kwiatkowski               | RadioShack-Leopard                 | Blel Kadri                       |
| 3ª                 | Simon Gerrans      | Jan Bakelants                     | Peter Sagan                     | Pierre Rolland                     | Michał Kwiatkowski               | RadioShack-Leopard                 | Simon Clarke                     |
| 4ª                 | Orica-GreenEDGE    | Simon Gerrans                     | Peter Sagan                     | Pierre Rolland                     | Michał Kwiatkowski               | Orica-GreenEDGE                    | non assegnato                    |
| 5ª                 | Mark Cavendish     | Simon Gerrans                     | Peter Sagan                     | Pierre Rolland                     | Michał Kwiatkowski               | Orica-GreenEDGE                    | Thomas De Gendt                  |
| 6ª                 | André Greipel      | Daryl Impey                       | Peter Sagan                     | Pierre Rolland                     | Michał Kwiatkowski               | Orica-GreenEDGE                    | André Greipel                    |
| 7ª                 | Peter Sagan        | Daryl Impey                       | Peter Sagan                     | Blel Kadri                         | Michał Kwiatkowski               | Orica-GreenEDGE                    | Jan Bakelants                    |
| 8ª                 | Chris Froome       | Chris Froome                      | Peter Sagan                     | Chris Froome                       | Nairo Quintana                   | Movistar Team                      | Nairo Quintana                   |
| 9ª                 | Daniel Martin      | Chris Froome                      | Peter Sagan                     | Pierre Rolland                     | Nairo Quintana                   | Movistar Team                      | Romain Bardet                    |
| 10ª                | Marcel Kittel      | Chris Froome                      | Peter Sagan                     | Pierre Rolland                     | Nairo Quintana                   | Movistar Team                      | Jérôme Cousin                    |
| 11ª                | Tony Martin        | Chris Froome                      | Peter Sagan                     | Pierre Rolland                     | Michał Kwiatkowski               | Movistar Team                      | non assegnato                    |
| 12ª                | Marcel Kittel      | Chris Froome                      | Peter Sagan                     | Pierre Rolland                     | Michał Kwiatkowski               | Movistar Team                      | Juan Antonio Flecha              |
| 13ª                | Mark Cavendish     | Chris Froome                      | Peter Sagan                     | Pierre Rolland                     | Michał Kwiatkowski               | Team Saxo-Tinkoff                  | Mark Cavendish                   |
| 14ª                | Matteo Trentin     | Chris Froome                      | Peter Sagan                     | Pierre Rolland                     | Michał Kwiatkowski               | Team Saxo-Tinkoff                  | Julien Simon                     |
| 15ª                | Chris Froome       | Chris Froome                      | Peter Sagan                     | Chris Froome                       | Nairo Quintana                   | Team Saxo-Tinkoff                  | Sylvain Chavanel                 |
| 16ª                | Rui Costa          | Chris Froome                      | Peter Sagan                     | Chris Froome                       | Nairo Quintana                   | RadioShack-Leopard                 | Rui Costa                        |
| 17ª                | Chris Froome       | Chris Froome                      | Peter Sagan                     | Chris Froome                       | Nairo Quintana                   | Team Saxo-Tinkoff                  | non assegnato                    |
| 18ª                | Christophe Riblon  | Chris Froome                      | Peter Sagan                     | Chris Froome                       | Nairo Quintana                   | Team Saxo-Tinkoff                  | Christophe Riblon                |
| 19ª                | Rui Costa          | Chris Froome                      | Peter Sagan                     | Chris Froome                       | Nairo Quintana                   | Team Saxo-Tinkoff                  | Pierre Rolland                   |
| 20ª                | Nairo Quintana     | Chris Froome                      | Peter Sagan                     | Nairo Quintana                     | Nairo Quintana                   | Team Saxo-Tinkoff                  | Jens Voigt                       |
| 21ª                | Marcel Kittel      | Chris Froome                      | Peter Sagan                     | Nairo Quintana                     | Nairo Quintana                   | Team Saxo-Tinkoff                  | -                                |
| Classifiche finali | Classifiche finali | Chris Froome                      | Peter Sagan                     | Nairo Quintana                     | Nairo Quintana                   | Team Saxo-Tinkoff                  | Christophe Riblon                |

## Classifiche finali

### Classifica generale - Maglia gialla
| Pos. | Corridore          | Squadra        | Tempo     |
| ---- | ------------------ | -------------- | --------- |
| 1    | Chris Froome       | Sky Procycling | 83h56'40" |
| 2    | Nairo Quintana     | Movistar Team  | a 4'20"   |
| 3    | Joaquim Rodríguez  | Katusha Team   | a 5'04"   |
| 4    | Alberto Contador   | Saxo-Tinkoff   | a 6'27"   |
| 5    | Roman Kreuziger    | Saxo-Tinkoff   | a 7'27"   |
| 6    | Bauke Mollema      | Belkin         | a 11'42"  |
| 7    | Jakob Fuglsang     | Astana         | a 12'17"  |
| 8    | Alejandro Valverde | Movistar Team  | a 15'26"  |
| 9    | Daniel Navarro     | Cofidis        | a 15'52"  |
| 10   | Andrew Talansky    | Garmin-Sharp   | a 17'39"  |

### Classifica a punti - Maglia verde
| Pos. | Corridore          | Squadra       | Punti |
| ---- | ------------------ | ------------- | ----- |
| 1    | Peter Sagan        | Cannondale    | 409   |
| 2    | Mark Cavendish     | Omega Pharma  | 312   |
| 3    | André Greipel      | Lotto-Belisol | 267   |
| 4    | Marcel Kittel      | Argos-Shimano | 222   |
| 5    | Alexander Kristoff | Katusha Team  | 177   |

### Classifica scalatori - Maglia a pois
| Pos. | Corridore         | Squadra        | Punti |
| ---- | ----------------- | -------------- | ----- |
| 1    | Nairo Quintana    | Movistar Team  | 147   |
| 2    | Chris Froome      | Sky Procycling | 136   |
| 3    | Pierre Rolland    | Europcar       | 119   |
| 4    | Joaquim Rodríguez | Katusha Team   | 99    |
| 5    | Christophe Riblon | AG2R La Mon.   | 98    |

### Classifica giovani - Maglia bianca
| Pos. | Corridore          | Squadra       | Tempo      |
| ---- | ------------------ | ------------- | ---------- |
| 1    | Nairo Quintana     | Movistar Team | 84h01'00"  |
| 2    | Andrew Talansky    | Garmin-Sharp  | a 13'19"   |
| 3    | Michał Kwiatkowski | Omega Pharma  | a 14'35"   |
| 4    | Romain Bardet      | AG2R La Mond. | a 22'22"   |
| 5    | Tom Dumoulin       | Argos-Shimano | a 1h30'10" |

### Classifica a squadre
| Pos. | Squadra            | Tempo      |
| ---- | ------------------ | ---------- |
| 1    | Team Saxo-Tinkoff  | 251h11'07" |
| 2    | AG2R La Mondiale   | a 8'28"    |
| 3    | RadioShack-Leopard | a 9'02"    |
| 4    | Movistar Team      | a 22'49"   |
| 5    | Belkin Pro Cycling | a 38'30"   |